# Datsun Fairlady
Datsun Fairlady (яп. ダットサン・フェアレディ) — серія родстерів виробництва Nissan з 1960-х років. Серія була попередником Nissan Fairlady Z в лінійці Fairlady, і конкурувала з європейськими спортивними автомобілями таких компаній, як MG, Triumph, Fiat і Alfa Romeo. Виробництво почалося в 1959 році з моделі «S211» та тривало до 1970 року з моделями «SP311» і «SR311». На різних ринках, крім японського й австралійського, автомобіль називався Datsun Sports.
У Fairlady за період її випуску з'явилося чимало конкурентів, наприклад, Honda S500, Toyota Sports 800 і Daihatsu Compagno. В Японії, автомобіль був один з трьох основних продуктів, що пропонувався компанією Nissan, поряд з Datsun Truck і Datsun 1000. Datsun SRL 2000 був 2-місним родстером. Пол Ньюман починав свою гоночну кар'єру на одному з цих автомобілів. Він мав потужний двигун об'ємом 1982 см³ з 5-ступінчастою коробкою передач.
У 1991 році Nissan випустив обмежену серію двох-дверних кабріолетів, стилізованих під ретро-вид Datsun Sports, названу Nissan Figaro.

## Перше покоління

### S211
Першою моделлю Datsun Sports був S211 1959 року. Він використовував 988-кубовий рядний чотирициліндровий двигун C-series потужністю 37 к.с. (27 кВт). S211 базувався на седані Datsun 211. На бічній панелі були вбудовані бічні значки з написом «Datsun 1000». Він був розроблений Юїчі Охтою, який раніше розробив Datsun DC-3 і прототип S211, A80X. Було виготовлено лише 20 екземплярів S211, що робить його найрідкіснішою з усіх моделей Datsun.

### SPL212/SPL213
SPL212 був представлений у 1960 році. Це був перший спортивний автомобіль Datsun, імпортований до США. Буква L означає «лівостороннє кермо». Тепер зі сталевим кузовом він був виготовлений у дещо більшому обсязі, ніж S211, 288 автомобілів було виготовлено до 1961 року. SPL212 базувався на Datsun 223. Він мав 1,2-літровий (1189 куб.см) рядний чотирициліндровий двигун Е-series потужністю 48 к.с. (35 кВт.). Була встановлена 4-ступінчаста механічна коробка передач, а спереду використовувалася підвіска на важелях з торсіонами. Барабанні гальма використовувалися скрізь.
Це був перший автомобіль, який мав назву «Fairlady». Значок на кришці багажника був таким самим значком, який використовувався на Datsun 223. Він був названий на честь бродвейського мюзиклу «Моя прекрасна леді». SPL212 і пізніше SPL213 продавалися тільки на експортному ринку; вони були названі за об'ємом двигуна.
У 1960 році виробництво Fairlady було перенесено з Йокогами на завод Nissan Shatai в Хірацука. Ці автомобілі досить цінні. У 1996 році комплект невідреставрованих автомобілів (SPL212) був проданий за 100 000 доларів США.
SPL213, вироблений у 1961 та 1962 роках, дуже схожий на SPL212. Головною відмінністю є подвійний карбюраторний двигун «E-1», який видає 60 к.с. (44 кВт), що є значною перевагою для такого маленького та легкого автомобіля. Як і SPL212, SPL213 має базу від Datsun 223. Було виготовлено 217 екземплярів.

## Друге покоління
Друге покоління Fairlady було представлене в Токійському автосалоні в 1961 році, за кілька місяців до випуску аналогічного MGB.
Друге покоління було розроблено для масового виробництва, на відміну від оригінальної моделі, яка переважно виготовлялася вручну. Він продавався як Datsun 1500/1600/2000 Roadster на більшості експортних ринків. Зокрема, родстери 1600 і 2000 стали регулярними переможцями на трасі Клубу спортивних автомобілів Америки (SCCA), вигравши 10 національних чемпіонатів SCCA. 1600 і 2000 випускалися до 1970 року, коли їх замінив 240Z

### SP310/SPL310
Першим справжнім спортивним автомобілем Datsun була модель 1963 року SP310 «Fairlady 1500» (з правим кермом) і SPL310 (з лівим кермом).
В Америці він був відомий як Datsun 1500.  SP310 базувався на модифікованій платформі седана Bluebird 310 замість попередніх моделей. Він мав 1,5-літровий (1497 куб.см) двигун G15 OHV (від Cedric), але з одним карбюратором SU і потужністю 77 к.с. (57 кВт). Після того, як було виготовлено перші 300 SPL310, у 1964 та 1965 роках були представлені моделі з двома карбюраторами SU з потужністю 85 к. с. (63 кВт). Чотириступінчаста механічна коробка передач була єдиним варіантом перемикання передач і має несинхронізовану першу передачу. На задній осі використовувалися вали й диференціал від Cerdic. Це була добре обладнана машина з транзисторним радіоприймачем, кузовом, фарами та годинником. Перші SP310 (1963—1964) були тримісними, з унікальним поперечним одинарним сидінням ззаду та ковшами спереду. Останній перегляд моделі 1500 відбувся в 1965 році з повністю переробленим інтер'єром, у якому було прибране заднє сидіння та представлено більш спортивне розташування приладової панелі.

### SP311/SPL311
У 1965 році було внесено багато змін.
Хоча 1,5-літровий SP310 вироблявся до січня, його замінили нові 1,6-літрові SP311 і SPL311 (з лівим кермом) з приводом R16. Нова модель була вперше показана на Токійському автосалоні 1964 року, але не була запущена у виробництво до березня 1965 року. Рестайлінг був частково виконаний графом Альбрехтом Герцом, який пізніше брав участь у розробці першої Fairlady Z.  На багатьох експортних ринках, включаючи Північну Америку, продавався як Fairlady 1600 або Datsun Sports 1600, він мав 14-дюймові колеса та незначні зміни зовнішнього вигляду. SPL311 також був відомий як «Roadster» на західному узбережжі Сполучених Штатів. Передня підвіска була незалежною, з гвинтовими пружинами над гідравлічними амортизаторами. Задня підвіска мала звичайну конструкцію на листових ресорах, демпфованих гідравлічними ударами. 1600 SPL311 постачався з парою карбюраторів SU. Двигун виробляв 96 к.с. (71 кВт). R16 — це рядний чотирициліндровий двигун OHV.
Ранній SPL311 поставлявся з двигуном високого стиснення, який мав три корінні підшипники, гідравлічні підйомники, чавунний блок і чавунну головку. Розподільник можна було легко відрегулювати, щоб зменшити детонацію перед запалюванням і тим самим налаштуватися на бензин сумнівної якості.
Двигуни пізніших SPL311 мали 5 корінних підшипників, і це вирішило недолік конструкції. Максимальна швидкість SPL311 на бензині з октановим числом приблизно 91 становила приблизно 105 миль/год. Передача осі страждала від конструктивних обмежень, і продуктивні частини Datsun пропонували систему охолодження як модернізацію. У рульовому управлінні використана конструкція черв'ячної передачі. На значку на капоті окремими літерами було написано «Datsun», на задньому значку було написано «Datsun 1600», а на бічних значках було написано «Fairlady» (японський ринок) або «Datsun 1600» (експортний ринок).
SP311 продовжувався у виробництві разом із пізнішою моделлю 2000 року до квітня 1970 року.

### SR311/SRL311
Випуск 1967 SR311 і SRL311 отримав значні модифікації
Виготовлявся з березня 1967 по квітень 1970 року, SR311 використовував двигун U20 об'ємом 2,0 л (1982 куб.см) і п'ятиступінчасту механічну коробку передач, що було дещо несподіваним для серійного автомобіля того часу. Автомобілі першого випуску (відомі як «піврічні» автомобілі) рідкі, оскільки їх було вироблено менш як 1000. Рядний чотирициліндровий двигун U20 мав чавунний блок і головку з алюмінієвого сплаву. Цей новий двигун SOHC у період з 1968 по 1970 рр. виробляв 135 к.с. (101 кВт.) загальної потужності SAE в оригінальній комплектації.
Додатковий пакет Competition включав подвійний Mikuni/Solex карбюратори та спеціальний розподільний вал моделі «B» на 150 к.с. (112 кВт.) SAE брутто.
В Австралії на той час не було обмежень на викиди, і всі 2,0-літрові автомобілі були оснащені пакетом Competition як стандарт.
Автомобілі з 2,0-літровим двигуном в Японії вважалися дорогими, спеціалізованими, спортивними автомобілями через зобов'язання щорічного дорожнього податку.
Datsun 2000 хвалили як недорогий спортивний автомобіль.

## Двигуни
- 0.9 L C I4 (S210)
- 1.2 L E I4 (SPL212)
- 1.2 L E-1 I4 (SPL213)
- 1.5 L G15 I4 (SPL310/SP310)
- 1.6 L R16 I4 (SPL311/SP311)
- 2.0 L U20 I4 (SRL311/SR311)